# OVUM (バンド)
OVUM（オーヴァム）は日本の4人組インストゥルメンタル・ロックバンドである。国内だけでなく、海外でも精力的に活動している。

## メンバー
- Norikazu Chiba (guitar)
- Yu Tokuda (drums)
- Yosuke Jinnouchi (guitar)
- Shin-ichi Tahara (bass)

## 略歴
2006年3月、理想のバンドサウンドを模索し最後の1ピースを探し続けていたChiba、Onoyama、Tokudaの3人がJinnouchiと出会い、活動をスタートする。
2007年5月、1st ep 「under the lost sky. ep」を自主レーベルParadise Lost Recordsよりリリース。
2008年4月、1st album 「microcosmos」をXTAL Recordsよりリリース。
2008年7月、台湾の野外フェス「Formoz Festival 2008」に出演、初の海外公演となる。
2008年10月、CMJ Music Marathon 2008を含むUS Tour (New York) を敢行。
2010年1月、2nd ep 「joy to the world. ep」をParadise Lost Recordsよりリリース。
2010年10月、Elf Fatimaの招待により、香港のイベントに出演。
2010年12月、Prantronと共にUK Tour (London) を敢行。
2011年4月、Shunsuke Onoyama (bass) が脱退。Ryota Hashimoto (bass) が加入。
2012年3月、Ryota Hashimotoが脱退。
2012年4月、Toru Jinguji (bass) が加入。
2013年6月、Norikazu Chibaが1st solo album 「The Songs of the Circling Stars」をParadise Lost Recordsよりリリース。
2013年11月、2nd album 「ascension」をParadise Lost Recordsよりリリース。
2014年4月、Asia Tour (台湾、香港、深圳、南通、上海、鄭州、西安、重慶、成都) を敢行。
2014年8月、Malaysia Tour (Penang、Kuala Lumpur) を敢行。
2014年9月、Europe Tour (Blatislava、Prague、Berlin、Duisburg、Giessen、Freiburg) を敢行。
2014年12月、Singaporeのイベントに出演。
2015年4月、Toru Jingujiが脱退。Shin-ichi Tahara (bass) が加入。
2015年7月、Virgin Babylon Recordsの設立5周年を記念したコンピレーション・アルバム「ONE MINUTE OLDER」に参加。
2016年3月、3rd ep 「Nostalgia」をParadise Lost Recordsよりリリース。(12 inch Vinyl)
2016年5月～6月、China Tour (珠海、広州、西安、廈門、上海、南京) を敢行。
2016年12月、Rosetta JAPAN TOUR 2016 with OVUMを敢行。
2017年4月、a picture of herとのSplitをリリース。(7 inch Vinyl)
2017年8月、Europe Tour (Munich、Zurich、Dijon、Karlsruhe、Prague)　を敢行。
2017年12月、3rd album 「In My Sanctuary」をPenguinmarket Records、Pest Productionsよりリリース。

## ディスコグラフィー

### アルバム
- microcosmos（2008年4月2日）
  1. brilliant lies
  2. lost in addiction
  3. zero
  4. no where now here
  5. reflection
  6. snowflake butterfly
  7. astral

- ascension（2013年11月13日）
  1. the prayer anthem
  2. never ending rainbow
  3. defection
  4. your cruel virginity
  5. the five sacred wounds
  6. cause after effect
  7. stella
  8. blessing

- In My Sanctuary（2017年12月6日）
  1. Childhood's End
  2. Sacrifice
  3. The Age Of Blue
  4. Bloom In The Dark
  5. Nostalgia
  6. Resignation
  7. The Light Illuminates My Heart
  8. Still Longing

### ミニアルバム
- under the lost sky. ep（2007年5月27日）
  1. bell
  2. fantastic madness
  3. snowflake butterfly
  4. where the sky meets you

- joy to the world. ep（2010年1月27日）
  1. your cruel virginity
  2. cross on evidence
  3. reminiscence
  4. like a hymn

- Nostalgia（2016年3月3日）
  1. Nostalgia
  2. The Nexus
  3. Bleeding Grace

### スプリットアルバム
- OVUM / a picture of her - Split（2017年4月22日）
  1. Cinder (OVUM)
  2. waltzer in Warsaw (a picture of her)

### 参加作品
- ONE MINUTE OLDER（2015年7月14日）

　　　　　　「Hell Yeah」で参加